# لي نوفاك
لي نوفاك (بالإنجليزية: Lee Novak)‏ (28 سبتمبر 1988 بنيوكاسل أبون تاين في المملكة المتحدة - ) هو لاعب كرة قدم بريطاني في مركز الهجوم. لعب مع برمنغهام سيتي ونادي تشيسترفيلد وهدرسفيلد تاون ونادي غيتزهد ونيوكاسل بلوستار ‏ وGretna F.C. ‏ وWallsend Boys Club ‏.

## وصلات خارجية
- لي نوفاك على موقع قاعدة بيانات كرة القدم.إي يو (الإنجليزية)
- لي نوفاك على موقع Soccerbase.com (لاعب) (الإنجليزية)
- لي نوفاك على موقع Soccerway.com (الإنجليزية)